# Dorcadion shestopalovi
Dorcadion shestopalovi är en skalbaggsart som beskrevs av Aleksandr Sergeievich Danilevsky 1993. Dorcadion shestopalovi ingår i släktet Dorcadion och familjen långhorningar. Inga underarter finns listade i Catalogue of Life.